# Heinrich der Jüngere zu Stolberg
Graf Heinrich der Jüngere zu Stolberg und Herr zu Wernigerode (* 4. Januar 1467 in Stolberg im Harz; † 16. Dezember 1508 in Köln) war Statthalter von Friesland.

## Leben
Heinrich der Jüngere und sein Zwillingsbruder Botho zu Stolberg waren Söhne des Grafen Heinrich des Älteren zu Stolberg (1433–1511) und seiner ersten Ehefrau Mechthild, geborene Gräfin von Mansfeld (1436–1468).
Während sein Bruder Botho bereits in frühesten Jugendjahren nach Süddeutschland geschickt wurde, zog ihn sein Vater bereits ab 1489 mit zu den Regierungsgeschäften hinzu. Als er 30 Jahre alt wurde, übertrug ihm sein Vater 1497 die Regentschaft über die Grafschaft Stolberg und die Grafschaft Wernigerode. Da sich sein Bruder Botho etwas benachteiligt fühlte, entschied der Vater am 11. Dezember 1499, dass die beiden Zwillingssöhne gemeinsam in den nächsten vier Jahren regieren sollten. Bereits 1491 war Graf Heinrich in den Dienst des Kurfürsten Friedrich dem Weisen von Sachsen getreten. 1493 nahm er an dessen Wallfahrt in das Heilige Land teil und wurde in Jerusalem zum Ritter vom Heiligen Grab geschlagen.
1498 begleitete er den Kurfürsten, als dieser zum Hochmeister des Deutschen Ritterordens in Königsberg gewählt worden war und dorthin reiste. Am 14. April 1506 wurde er von Herzog Georg von Sachsen zum Statthalter von Friesland ernannt. Dieses Amt konnte er allerdings nur zwei Jahre ausüben, da er während einer Reise starb.